# 157141 Sopron
A 157141 Sopron egy kisbolygó, melyet Sárneczky Krisztián és Szalai Tamás fedezett fel 2004. augusztus 6-án, a Piszkéstetői Obszervatóriumban. A kisbolygót Sopronról, Szalai Tamás szülővárosáról nevezték el. A Sopron elnevezést 2008. május 21-én hagyta jóvá  Nemzetközi Csillagászati Unió apró égitestek elnevezésével foglalkozó bizottsága.